# Another side of ＃AAABEST
《Another side of #AAABEST》（《#AAA極B面精選》）是AAA的第3枚精選專輯。於2012年3月21日發行。唱片公司為avex trax。

## 概要
- 「Another side of #AAABEST」是AAA第1張以非主打曲為主的精選專輯。與上一張精選專輯「#AAABEST」相距約6個月。
- 此專輯的收錄曲為AAA PARTY的會員所票選，選出AAA「另一張精選輯」。
- 收錄第18張單曲「BEYOND～超越極限」的B面曲「One Night Animal」、第20張單曲「啟程之歌」的B面曲「Mosaic」和第29張單曲「CALL / I4U」的「I4U」，以及於2011年3月時以TanoCa配信形式發售的「Thank you」。
- 除了單曲，此專輯更收錄第4張專輯「depArture」的「HORIZON」、「Jamboree!!」和「邂逅的力量Ⅲ」；第5張專輯「HEARTFUL」的「Believe own way」和「As I am」、第6張專輯「Buzz Communication」的「Love@1st Sight」、「one more tomorrow」和「STEP」。
- 本作分「初回限定盤（Jacket A 2CDs+DVD）」、「Jacket B CD+DVD」、「Jacket C CD盤」和「mu-mo shop限定盤」4種版本。
- 「初回限定盤（Jacket A 2CDs+DVD）」追加收錄7首成員獨唱歌曲。
- 此專輯的DVD收錄了第18張單曲「BEYOND～超越極限」至第31張單曲「SAILING」，以及第4張專輯「depArture」至第6張專輯「Buzz Communication」，共9首非主打曲、B面曲和專輯收錄曲的PV。
- 在4月2日於公信榜專輯週排行榜取得第4位。

## 收錄內容

### CD（初回限定盤、CD+DVD、CD ONLY）

#### Disc 1
1. One Night Animal
（作詞：leonn 作曲：山田知広 Rap詞：日高光啓）
18th單曲
「BEYOND～超越極限」的B面曲
2. Mosaic
（作詞：Lori Fine(COLDFEET) 作曲：kenko-p 編曲：華原大輔）
20th單曲・關西電視台電視劇「新世紀莎士比亞」主題曲
「啟程之歌」的B面曲
3. HORIZON
（作詞：カミカオル 作曲：カミカオル、Tomokazu Matsuzawa Rap詞：日高光啓）
4th專輯「depArture」曲目
4. Jamboree!!
（作詞：leonn 作曲・編曲：日比野裕史）
4th專輯「depArture」曲目
5. 邂逅的力量Ⅲ（出逢いのチカラⅢ）
（作詞：Kenn Kato 作曲：BOUNCEBACK 編曲：土肥真生）
4th專輯「depArture」曲目
西島隆弘・宇野實彩子主唱
6. Believe own way
（作詞：H.U.B. 作曲：鈴木大輔 Rap詞：日高光啓 編曲：熊谷主毅）
5th專輯「HEARTFUL」曲目
7. As I am
（作詞：leonn 作曲：日比野裕史 編曲：tasuku）
5th專輯「HEARTFUL」曲目・電影「幽會!」主題曲
宇野實彩子主唱
8. Love@1st Sight
（作詞：Mio Aoyama 　作曲：小室哲哉 編曲：ats-）
6th專輯「Buzz Communication」曲目
西島隆弘・末吉秀太・伊藤千晃主唱
9. one more tomorrow
（作詞・作曲：小室哲哉 Rap詞：日高光啓 編曲：華原大輔）
6th專輯「Buzz Communication」曲目
西島隆弘・浦田直也・日高光啓・與真司郎・末吉秀太主唱
10. STEP
（作詞：BOUNCEBACK 作曲：小室哲哉 Rap詞：日高光啓 編曲：齋藤真也）
6th專輯「Buzz Communication」曲目
11. Thank you
TanoCa配信
12. I4U
（作詞：Yusuke Toriumi・Mitsuhiro Hidaka（Rap詞） 作曲：Jam9・Army Slick 編曲：Army Slick）
29th單曲・「CALL / I4U」的第二主打曲目・電影「網球王子劇場版 決戰英國網球城! 」主題歌・伊藤洋華堂「goodday」電視廣告歌曲。

#### Disc 2（初回限定盤）
Special Solo Self-Cover
1. Winter lander!!
西島隆弘主唱
2. 口香糖（チューインガム）
宇野實彩子主唱
3. ZERØ
浦田直也主唱
4. 紅唇羅曼蒂卡（唇からロマンチカ）
日高光啓主唱
5. 啟程之歌（旅ダチノウタ）
與真司郎主唱
6. 我所驚覺的任性自由（あきれるくらいわがままな自由）
末吉秀太主唱
7. One Night Animal
伊藤千晃主唱

### DVD
1. ZERØ
2. Jamboree!!
3. Summer Revolution
4. Hide & Seek
5. Find you
6. FIELD
7. Dream After Dream ～夢醒之夢～
8. STEP
9. WISHES